# Muhan Hasi
Muhan Hasi (chinesisch 木汗 哈斯, Pinyin Mùhàn Hāsī; * 27. November 1989) ist ein chinesischer Marathonläufer.
2015 wurde er Fünfter beim Chongqing-Marathon mit seiner persönlichen Bestzeit von 2:14:26 h. Bei den Leichtathletik-Weltmeisterschaften in Peking erreichte er nicht das Ziel.